# 香港200
《香港200》領袖計劃是一項由香港青年協會（青協）主辦，致力提升香港青年社會責任的領袖人才培育計劃，自2006年起推出。因每年挑選200位別具領導潛質、學業優異，並抱有服務社會心志的高中生，並安排他們進行合共200小時的領袖訓練而得名。
計劃2019年獲得滙豐銀行贊助，成為「滙豐未來技能培訓計劃」的重點課程之一，為具卓越潛質的中學生提供更全面、專業、具有前瞻性的領袖培訓體驗，以迎接未來挑戰及協助他們堅負推動社會發展的任務。

## 目的與特色

### 目的
踏入高中階段的青少年，有機會在學校參與學生會、領袖生，以及學會等不同的領導工作，開始累積擔任學生領袖的經驗。《香港200》協助這些具備潛質的青年領袖鞏固經驗，並對國家及香港特區不同範疇的狀況，以及全球化下世界的發展路向，作出深入研習、分析及思考。《香港200》為香港發掘並有系統地培育更多有承擔、積極投入建設和服務社區的青年領袖人才，延續他們願意為香港服務的精神，為保持社會長期穩定繁榮作出建樹。目的包括：
- 為具潛質的青年提供卓越的體驗和學習機會，培養未來領袖所需具備的知識、素質與能力
- 建立長遠的聯繫與交流平台，以凝聚並延續青年領袖服務社會的心志
- 開拓和提供多方面參與社會建設與公共事務的機會與渠道，讓青年領袖發揮所長，回饋社會

### 特色
每年由評審委員會嚴格選拔200名品學兼優、富領導潛質及具備服務社會心志的青年參加。參加者均須由所屬學校的校長推薦。全港超過 85% 的學校曾推薦學生參加。
計劃亦強調提升個人的領導、分析及思考能力。形式包括與社會領袖對話、由國際青年領袖舉辦之工作坊、研討會、機構參觀及實地考察，以及社會創新實踐等，旨在強化青年的領導技巧，深入了解香港及國際社會的現況與未來發展的新趨勢，並啟發和培育青年人以創新的思維去解決社會問題，親身推動社會的正面發展。
計劃更重視青年參加者的持續參與、回饋及推動建設社區的工作。2007年組成的「香港200會」凝聚參加者的力量，以持續履行服務社會的責任，包括舉辦與社會領袖交流、討論社會議題、服務社會大眾以及自我增值學習等不同類型的活動。

## 計劃內容
在專業導師及《香港200》學長的指導下，學員將接受一系列全面的核心領袖培訓單元，提升領導能力及擴闊視野。培訓項目包括：社會領袖對話、社會創新參觀考察，以及領袖實踐等；旨在強化青年的領導技巧，深入了解香港及國際社會的現況與未來發展新趨勢。
學員通過嚴格評審程序後可參加進階培訓項目。項目包括外地實習體驗機會，親身了解外地工作文化與不同行業發展，掌握事業發展機會，為未來升學和就業做好規劃。學員亦有機會獲得全額資助，前往「一帶一路」沿線國家進行交流考察，認識其他國家的科技發展、民生狀況及全球化帶來的機遇等。

## 香港200會
香港200會是一個由曾參與《香港200》的青年領袖所組成的聯繫網絡，凝聚超過2,000名青年領袖，以「願意為香港」為號召，並透過聯繫、參與、獻策、創新與服務等方式與社會互動。
香港200會自2007年成立以來，曾舉辦與社會領袖交流、討論社會議題、服務社會大眾、自我增值學習等不同類型活動，以推動會員成為積極參與社會的新一代公民。部分會員亦獲邀青協的青年創研庫，在「經濟與就業」、「管治與政制」、「教育與創新」及「社會與民生」四個範疇研究，積極推動香港社會的未來發展。香港200會過去亦曾舉辦一系列「香港200論壇」，為青年領袖提供平台，就各種議題向社會領袖表達意見。此外，會員亦自發成立了各專業界別的聯繫小組，以凝聚同一界別內的人才，尋找專業發展及持續回饋社會的機會。

## 外部連結
- 香港200會 （页面存档备份，存于）
- 香港青年協會領袖學院 （页面存档备份，存于）